# Novothymbris castor
Novothymbris castor är en insektsart som beskrevs av Knight 1974. Novothymbris castor ingår i släktet Novothymbris och familjen dvärgstritar. Inga underarter finns listade i Catalogue of Life.